# Michaelisova–Arbuzovova reakce
Michaelisova–Arbuzovova reakce je organická reakce, při které reaguje sloučenina s trojvazným atomem fosforu s alkylhalogenidem za vzniku sloučeniny s pětivazným fosforem a jiného alkylhalogenidu. Na následujícím obrázku jsou znázorněny nejčastěji používané skupiny substrátů: fosfity (1) se přeměňují na fosfonáty (2), z fosfonitů (3) se tvoří fosfináty (4) a z fosfinitů (5) vznikají fosfinoxidy (6).
Objevil ji August Michaelis v roce 1898 a následně rozpracoval Alexandr Arbuzov. Tato reakce se používá na syntézu řady fosfonátů, fosfinátů a fosfinoxidů. Bylo vydáno několik studií zabývajících se Michaelisovou–Arbuzovovou reakcí. Lze ji provést i s koordinovanými fosfitovými ligandy, například k demethylaci {(C5H5)Co[(CH3O)3P]3}2+ na {(C5H5)Co[(CH3O)2PO]3}− (Klauiův ligand).

## Mechanismus
Michaelisova–Arbuzovova reakce začíná SN2 atakem nukleofilní sloučeniny fosforu (1 - zde fosfit) na elektrofilní alkylhalogenid (2) za vzniku fosfoniové soli (3); tyto fosfoniové soli jsou někdy, například pokud jsou odvozeny od triarylfosfitů, dostatečně stabilní, aby mohly být izolovány. Odštěpený halogenidový anion následně často reaguje v další SN2 reakci s jedním z R1 uhlíků, což vede k odpojení atomu kyslíku a tvorbě konečného produktu (4) a dalšího alkylhalogenidu (5). Tento mechanismus podporuje skutečnost, že u chirálních R1 skupin dochází k obrácení konfigurace na uhlíku atakovaném halogenidem; z tohoto důvodu se předpokládá, že nukleofilní atak probíhá SN2 mechanismem. Objevují se také důkazy ukazující na karbokationtový mechanismus dealkylace podobný SN1 reakci, kde po disociaci skupiny R1 na fosfoniovou sůl následuje nukleofilní reakce s aniontem. Michaelisova–Arbuzovova reakce může probíhat i u fosfitů s terciárními alkylhalogenidovými skupinami, k čemuž by nedocházelo, pokud by reakce probíhala pouze SN2 mechanismem. SN1 mechanismus také podporuje využívání této reakce k přípravě neopentylhalogenidů, které nereagují v SN2 reakcích. Substráty, u nichž nemůže probíhat SN1 nebo SN2 reakce, například vinylové a arylové sloučeniny, nereagují. Jelikož u arylových skupin neprobíhají SN1 nebo SN2 reakce, tak triarylfosfity nemají k dispozici nízkoenergetický mechanismus rozkladu fosfoniové soli. SN2 mechanismem také probíhají allylové přesmyky u allyl- a propargylhalogenidů.
Při stereochemických experimentech s cyklickými fosfity bylo pomocí NMR spektroskopie zjištěno, že při dealkylaci se vytváří jak pětivazné fosforanové, tak i čtyřvazné fosfoniové meziprodukty. Rozklad těchto meziproduktů je řízen převážně nukleofilitou aniontu. Je známo mnoho fosfoniových meziproduktů, které mohou být izolovány, pokud je příslušný anion, například tetrafluorboritanový nebo triflátový, slabým nukleofilem.

## Přehled

### Alkylhalogenidy[5]
Reaktivita alkylhalogenidů obecně klesá v řadách takto:
{\displaystyle {\ce {RCOX>RCH2X>RR'CHX\gg RR'R''CX}}}
a
{\displaystyle {\ce {RI > RBr > RCl}}}
Terciární alkylhalogenidy, arylhalogenidy a vinylhalogenidy většinou nereagují. Výjimku tvoří například 1,2-dichlorethen a tritylhalogenidy. U některých aktivovaných arylhalogenidů, často heterocyklických, také může Michaelisova–Arbuzovova reakce probíhat. Jodbenzen a jeho deriváty se účastní Michaelisovy–Arbuzovovy reakce za fotolytických podmínek. Sekundární alkylhalogenidy obvykle reagují špatně a vytváří alkeny jako vedlejší produkty. Allyl- a propargylhalogenidy také reagují, ovšem může se u nich objevit SN2 nebo SN2` mechanismus. Reakce primárních halogenidů a acylhalogenidů většinou probíhají dobře, tetrachlormethan ovšem reaguje špatně a trichlormethan nereaguje vůbec. Pokud se nachází atom halogenu v esterovém řetězci navázaný mimo atom fosforu, tak dochází k izomerizaci na příslušný Michaelisův–Arbuzovův produkt i za nepřítomnosti alkylhalogenidu.
U α-brom- a α-chlorketonů probíhá také Perkowova reakce. Za obvyklých podmínek vzniká směs Perkowova a Michaelisova–Arbuzovova produktu, přičemž Perkowův produkt často výrazně převažuje. Zvýšením teploty lze posunout rovnováhu ve prospěch Michaelisova–Arbuzovova produktu, kterým je zde β-ketofosfonát. Jsou známy i jiné metody přípravy β-ketofosfonátů.
Reakce sloučenin trojvazného fosforu s alkylfluoridy většinou neprobíhají. Příklad jedné takové reakce, k níž přesto dochází, je znázorněn na následujícím obrázku:

### Fosforové reaktanty[5]
Obecný vzorec sloučenin trojvazného fosforu je {\displaystyle {\ce {ABP-OR}}}, kde A a B jsou alkylové, alkoxy nebo aryloxyskupiny. Skupiny odtahující elektrony Michaelisovu–Arbuzovovu reakci zpomalují, skupiny dodávající elektrony ji urychlují, čemuž odpovídá skutečnost, že nejpomalejším krokem, a tedy tím, který určuje rychlost reakce, je atak alkylhalogenidu fosforovým reaktantem. Pokud je R alifatická skupina, tak reakce probíhá dobře. Jestliže jsou A, B i R arylové skupiny, tak se vytváří stabilní fosfoniová sůl a reakce dále obvykle neprobíhá. Při zahřívání za přítomnosti alkoholů dochází k izomerizaci na Michaelisův–Arbuzovův produkt. Cyklické fosfity většinou uvolňují acyklickou -OR skupinu, u některých pětičlenných cyklů je však k získání konečného produktu potřebné další zahřívání.
Soli fosfitů (R = kov, například Na) se také mohou zúčastnit Michaelisovy–Arbuzovovy reakce, přičemž se vysráží příslušný halogenid kovu. Amidofosfity a silyloxyfosfity lze použít na přípravu amidofosfonátů a fosfinových kyselin.
K přesmyku Michaelisova–Arbuzovova typu může dojít, pokud O a OR skupiny atakují odcházející skupinu při úvodním SN2 ataku. Tato reakce byla pozorována pouze v případech, kdy A i B byly atomy chloru.
Fosfity jsou nejméně reaktivními sloučeninami používanými při této reakci; vznikají z nich fosfonáty. Vyžadují nejvyšší teploty (obvykle 120 až 160 °C). Tyto vysoké teploty umožňují oddělit vznikající alkylhalogenidy frakční destilací a tak lze na začátku použít přebytek alkylhalogenidu. Při takovéto reakci se často nepoužívají rozpouštědla, i když lze pomocí nich zlepšit selektivitu reakce.
Fosfonity bývají reaktivnější než fosfity a vytvářejí fosfináty. I zde je potřeba zahřívat reakční směs, ovšem častou vedlejší reakcí tu bývá pyrolýza esterů na kyseliny. Využití substituovaných fosfonitů při Michaelisových–Arbuzových reakcích omezuje jejich špatná dostupnost. Sloučeniny obsahující hydroxy-, thiolové, karboxylové a primární a sekundární aminové skupiny zde nelze použít, protože reagují s fosfonity.
Nejreaktivnějšími sloučeninami používanými při Michaelisových–Arbuzovových reakcích jsou fosfinity; z nich se utváří fosfinoxidy. Tyto látky obvykle dobře reagují za nepříliš vysokých teplot (kolem 45 °C) a dochází u nich k izomerizaci i bez přítomnosti alkylhalogenidů.